# بادينغتون (محطة مترو أنفاق لندن)
بادينغتون (بالإنجليزية: Paddington)‏ هي إحدى محطات مترو أنفاق لندن. تقع على خط ديستريكت وسيركيل وبيكرلو وهامرسميث وسيتي أفتتحت في المنطقة (Zone) رقم 1 أفتتحت في 1854، 10 يناير 1863.